# Munidopsis polymorpha
Munidposis polymorpha blinde of albino krab is een tienpotige uit de familie springkrabben (Galatheidae). De wetenschappelijke naam van de soort werd in 1892 gepubliceerd door Karl Koelbel.
De soort is endemisch voor Lanzarote, en wordt daar alleen gevonden in een grottensysteem Cueva de los Verdes-Jameos del Agua in het noorden van het eiland. In de grot bevindt zich een zoutwaterbassin dat met de getijden meebeweegt. Daar werd het diertje in 1890 voor het eerst verzameld door de Oostenrijkse natuurkundige, geoloog en vlinderverzamelaar Oskar Simony. Inmiddels is duidelijk dat M. polymorpha ook buiten dit grottenstelsel voorkomt - er is ook een adult exemplaar gevangen in een bron nabij Los Cocoteros, ongeveer driehonderd meter landinwaarts.
De lengte van het grootste van de exemplaren waarop Koelbel zijn beschrijving baseerde, bedroeg van de punt van het rostrum tot de achterrand van het telson 23 mm. De breedte van de carapax was 6,5 mm. Het diertje heeft bijna geen pigment en is enigszins geel gekleurd. Het heeft gereduceerde ogen en kan niet zien.